# Passy, Haute-Savoie
Passy är en kommun i departementet Haute-Savoie i regionen Auvergne-Rhône-Alpes i sydöstra Frankrike. Kommunen ligger i kantonen Saint-Gervais-les-Bains som tillhör arrondissementet Bonneville. År 2022 hade Passy 10 852 invånare.

## Befolkningsutveckling
Antalet invånare i kommunen Passy
| Referens: INSEE |